# Barachiel
Barachiel (in ebraico ברכיאל‎?, Bārkiʼēl, "benedetto da Dio"; in arabo بُراقيل‎?, Burāqīl), italianizzato come Barachiele, è uno dei sette arcangeli della tradizione ortodossa e cattolica orientale. 
È spesso confuso con l'angelo Baraqiel, considerato l'angelo del fulmine. 

## Nella letteratura religiosa
Il terzo libro di Enoc descrive l'arcangelo Barachiel come uno degli angeli che prestano servizio come grandi e onorati principi angelici in paradiso, e menziona che Barachiel guida una miriade di 496 000 angeli. È considerato uno dei serafini che custodiscono il trono di Dio, nonché il capo di tutti gli angeli custodi.
È descritto nella Piccola Chiave di Salomone come uno degli angeli a capo del primo e del quarto coro.

## Iconografia

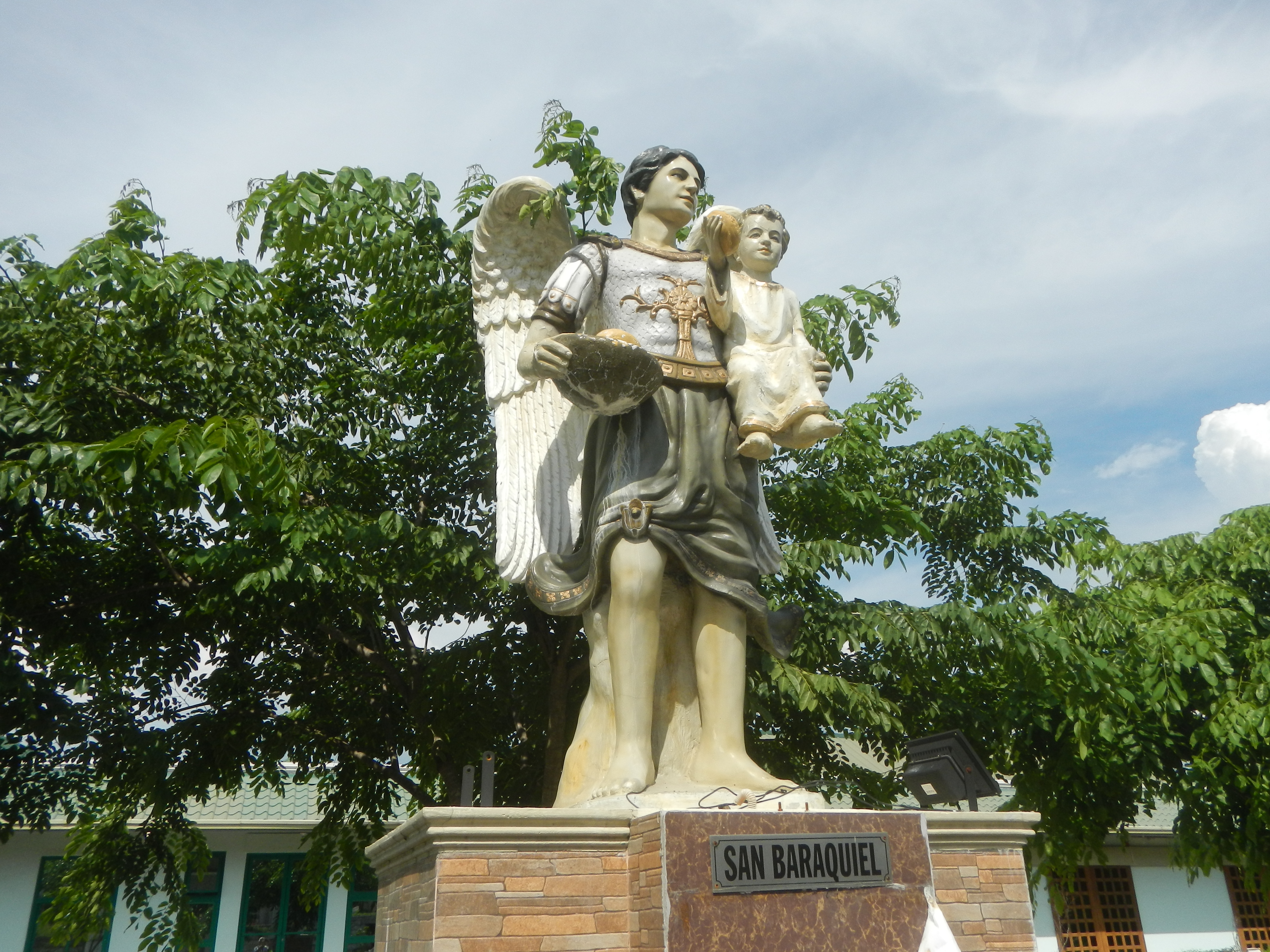
Statua di "San Baraquiel".

Nell'iconografia Barachiel è talvolta raffigurato mentre tiene una rosa bianca contro il petto, o con petali di rosa sparsi sugli abiti, in particolare sul mantello. La dispersione dei petali di rosa dovrebbe simboleggiare o rappresentare le dolci benedizioni di Dio che piovono sulle persone. Nel cattolicesimo romano, Barachiel è raffigurato con in mano un cestino del pane o un bastone, che simboleggiano entrambi le benedizioni dei figli che Dio concede ai genitori.

## Culto

### Patronato
Le responsabilità attribuite a Barachiel sono tanto varie quanto le benedizioni per le quali l'arcangelo è invocato. Barachiel è anche considerato il capo degli angeli custodi ed è scritto che il fedele può rivolgere le sue preghiere a Barachiel per tutti i benefici che si pensa che l'angelo custode conferisca se non ci si rivolge direttamente a quest'ultimo, come intercessione. È venerato come un santo ufficiale nella tradizione ortodossa orientale e cattolica bizantina, in particolare come patrono della famiglia e della vita coniugale. È anche visto come l'angelo incaricato da Dio di vegliare sui convertiti (chiamati anche "figli adottivi di Dio") per assisterli nella loro vita.

### Preghiere
Una preghiera generale a San Barachiel comune nelle tradizioni bizantine ortodossa e cattolica è la seguente: 

## Esoterismo
Barachiel è anche tradizionalmente associato al mese di febbraio e al segno zodiacale dei Pesci. A volte è anche descritto come il governatore del pianeta Giove e del segno zodiacale dello Scorpione.